# Вайль, Марк Яковлевич
Марк Яковлевич Вайль (узб. Mark Yakovlevich Vayl; 25 января 1952, Ташкент — 7 сентября 2007, там же) — советский и узбекистанский театральный режиссёр. Основатель и художественный руководитель театра «Ильхом» в Ташкенте. Заслуженный деятель искусств Узбекской ССР (1989).

## Биография
Марк Вайль родился в Ташкенте в семье военного; мать — выпускница киевского театрального института. Он окончил режиссёрское отделение Ташкентского театрально-художественного института. В 1976 году основал с группой выпускников Ташкентского театрально-художественного института первый в СССР (и до сих пор единственный в Узбекистане) негосударственный театр — «Ильхом».

### Творчество
Марк Вайль поставил немало спектаклей и в других театрах — например, в театре имени Моссовета (Москва), в Болгарии, Югославии, США. Его работы всегда отличались собственным стилем и безупречной работой с актёрами. Вайль был одним из самых ярких и талантливых профессиональных театральных режиссёров на просторах бывшего СССР. Многие его спектакли были представлены на международных фестивалях.
Он также является автором многих телевизионных фильмов. Его последняя большая работа — документальный фильм «Конец века. Ташкент» — был показан на нескольких международных фестивалях.
Вайль был незаурядным педагогом, воспитавшим целую плеяду ярких артистов и режиссёров, в том числе в Школе драматического искусства при театре Ильхом, которую он открыл в 1995 году. Помимо этого он читал лекции в других школах драматического искусства, а также университетах в разных странах мира.
Вайль был заслуженным деятелем искусств Узбекистана. В 2006 году ему была присуждена премия «Акция» Совета по культуре искусству при президенте РФ в рамках проекта «По поддержке российских театральных инициатив» за создание и деятельность Лаборатории молодых режиссёров Центральной Азии и Казахстана при театре «Ильхом».

### Гибель
6 сентября 2007 года около 11 часов вечера Марк Вайль возвращался к себе домой на улице Афросиаб после последней репетиции пьесы Эсхила «Орестея» (премьера должна была состояться и состоялась на следующий день, 7 сентября 2007 года). В подъезде дома его уже поджидали двое неизвестных в черных бейсболках и майках. Они нанесли режиссёру несколько ножевых ранений в живот и удары по голове. Смертельно раненного Вайля увезли в больницу, где он через некоторое время скончался на операционном столе.
Прощание с Вайлем проходило в Ташкенте и позже в Москве, где его тело было кремировано. После кремации прах был отправлен для захоронения в Сиэтле, где живут вдова Вайля и две их дочери.
17 февраля 2010 года в Ташкенте трое убийц, исламских фанатиков (Ёкуб Гафуров (гражданин Таджикистана), Алишер Сатаров и Кахрамон Пулатов), напавших на режиссёра за спектакль «Подражание Корану», были осуждены на 13, 17 и 20 лет.